# Emilio Estefan
Pour les articles homonymes, voir Estefan.
Emilio Estefan est un musicien cubano-américain, né le 4 mars 1953 à Santiago de Cuba. Il est le mari de Gloria Estefan.
Le groupe Miami Latin Boys a été formé par Estefan en 1975. En 1977, Gloria Estefan (née Fajardo) fait partie du groupe comme vocaliste, le groupe étant renommé Miami Sound Machine. En 1980, le groupe signe un contrat chez CBS. Le groupe devient célèbre aux Pays-Bas et au Royaume-Uni avec les chansons Conga et Dr. Beat en 1985,. L'album Let It Loose a été vendu à 4 millions d'exemplaires. La ballade Anything For You de cet album a atteint la 1re place sur le Billboard en mai 1988.
Il a été agent artistique de la chanteuse Shakira et producteur de son quatrième album ¿Dónde están los ladrones?, sorti en 1998.

## Distinctions
Il a reçu 19 Grammy Awards,.
En 2015 avec sa femme il a été décoré de la Médaille présidentielle de la Liberté par le président Barack Obama,.